# Domenico Carattino
Domenico Carattino (Varazze, 9 settembre 1920 – Varazze, 10 settembre 2014) è stato un velista italiano.

## Biografia
Soprannominato Menitto o Menittu, Domenico Carattino nacque il 9 settembre 1920 a Varazze, in provincia di Savona, fratello di Antonio Carattino e cugino di Giuseppe Carattino, entrambi velisti, il primo partecipante alle Olimpiadi di Helsinki 1952, Melbourne 1956 e Città del Messico 1968, il secondo solo a quelle di Helsinki 1952, entrambi varazzini.
A 48 anni partecipò ai Giochi olimpici di Città del Messico 1968 nei 5,5 metri, insieme a Giuseppe Zucchinetti e al fratello Antonio, arrivando 5º con 51.1 punti (71.1 con le penalità), vincendo la 5ª delle 7 regate. Nell'occasione fu l'atleta più anziano della spedizione azzurra ai Giochi messicani.
Morì a Verazze il 10 settembre 2014, il giorno dopo aver compiuto 94 anni.